# 静かにきたソリチュード
「静かにきたソリチュード」（しずかにきたそりちゅーど）は、今井美樹の3枚目のシングル。1988年3月5日発売。発売元はフォーライフ・レコード（現・フォーライフミュージックエンタテイメント）。

## 収録曲
1. 静かにきたソリチュード　 
  - 作詞　戸沢暢美／作曲　中崎英也／編曲　井上鑑
  - 3rdアルバム『Bewith』（1988年6月21日）収録
  - 3rdベスト・アルバム『IMAI MIKI from 1986』（1998年7月1日）収録
2. elfin　
  - 作詞　今井美樹／作曲　山崎透／編曲　佐藤準
  - 2ndアルバム『elfin』（1987年9月21日）収録